# ヴォロガシュ
ヴォロガシュ（アラム語 (ハトラ方言):𐣥𐣫𐣢𐣴、Vologash、Wolgash）は、ハトラ（現在のイラク北部のニーナワー県モースルの南西約100km）の王。

## 略歴
ヴォロガシュは古代都市ハトラの王。ヴォロガシュはハトラで発見された20以上の碑文から知られており、西暦140年頃から180年頃まで統治していたとされている。AD128年頃から140年頃まで治めていたナシュルの息子である。ヴォロガシュは自分自身を𐣬𐣫𐣪 mlk（王）と呼ぶハトラの最初の支配者の一人だったが、ヴォロガシュはまた、𐣬𐣣𐣩𐣠 mry（領主）の称号を持っている。
両方の称号は、彼の弟サナトゥルク1世のためにも証言されている。この二人が共に統治していたのか、その治世のある時期に王の称号を得たのか、それともサナトゥルク1世がヴォロガシュの後を継いだのかは不明である。 彼の後継者は弟か甥のアブサミヤであった。